# شركة الجنوب السويدية

هولندا الجديدة (بالأرجواني) والسويد الجديدة (بالأزرق)

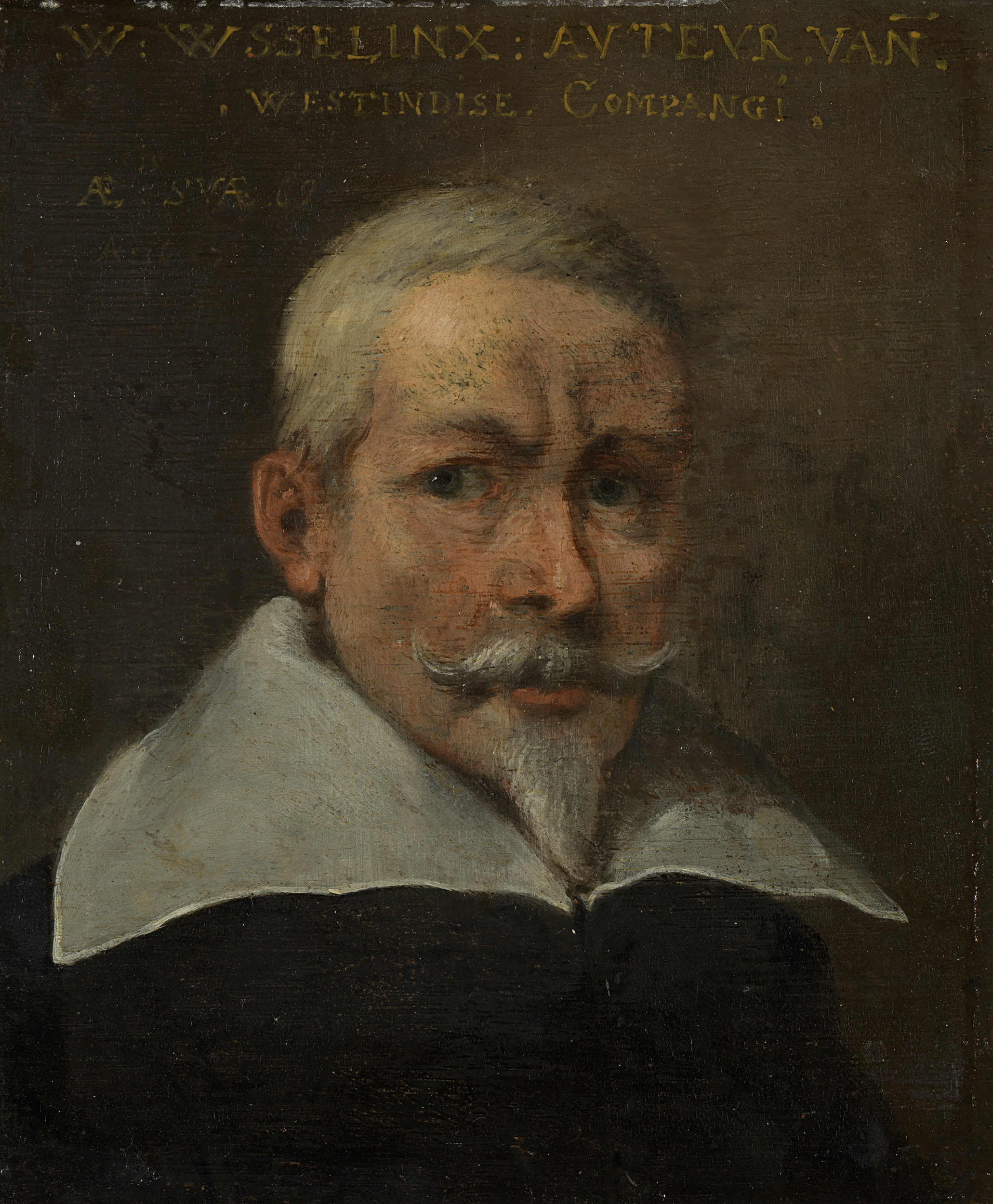
مؤسس شركة الهند الغربية الهولندية وشركة الجنوب السويدية فيلم أوشيلينكش

شركة الجنوب السويدية (بالسويدية: Söderkompaniet) هي شركة تجارية سويدية تأسست عام 1626، وعملت على دعم التجارة بين السويد ومستعمرة السويد الجديدة الواقعة في أمريكا الشمالية. ووضع تصور هذه المستعمرة مؤسسها فيلم أوشيلينكش وأصبحت أول مشروع تجاري سويدي عابر للمحيطات.
فقدت الشركة عام 1649 احتكارها للتبغ الذي كان قد منحها إياه ملك السويد عام 1641. وضمّت هولندا الجديدة مستعمرة السويد الجديدة، وهو ما أنهى نشاطات شركة الجنوب السويدية حيث انحلت عام 1680.

## وصلات خارجية
- المستوطنات الهولندية والسويدية على نهر ديلاوير (بالإنجليزية)